# حق إنسان
حقوق الإنسان هي منظمة غير ربحية تكرس كل اهتماماتها لتوفير خدمة الإنترنت والهاتف الأساسية المجانية للدول النامية، ولمواطني البلدان التي قطعت حكومتها أو قيدت الوصول إلى الإنترنت.